# Jesús Emilio Jaramillo Monsalve
Jesús Emilio Jaramillo Monsalve MXY (* 14. Februar 1916 in Santo Domingo, Departamento de Antioquia; † 2. Oktober 1989 bei Fortul, Departamento de Arauca) war ein kolumbianischer Ordensgeistlicher und römisch-katholischer Bischof von Arauca. In der katholischen Kirche wird er als Seliger verehrt.

## Leben
Jesús Emilio Jaramillo Monsalve trat der Ordensgemeinschaft der Misioneros Javerianos de Yarumal bei und empfing am 11. Januar 1940 das Sakrament der Priesterweihe.
Papst Paul VI. ernannte Jesús Emilio Jaramillo am 11. November 1970 zum Apostolischen Vikar von Arauca und Titularbischof von Strumnitza. Der Apostolische Nuntius in Kolumbien, Erzbischof Angelo Palmas, spendete ihm am 10. Januar des folgenden Jahres die Bischofsweihe. Mitkonsekratoren waren Aníbal Muñoz Duque, Koadjutorerzbischof von Bogotá, und Joaquín García Ordóñez, Koadjutorbischof von Santa Rosa de Osos.
Mit der Erhebung des Apostolischen Vikariats zum Bistum Arauca am 19. Juli 1984 wurde Jesús Emilio Jaramillo dessen erster Diözesanbischof. Nachdem er sich wiederholt gegen Aktionen des linksterroristischen Ejército de Liberación Nacional (ELN) ausgesprochen hatte, wurden er und Helmer Muñoz, ein Priester, der ihn begleitete, am 2. Oktober 1989 von drei ELN-Terroristen entführt. Nachdem sich der Bischof und der Priester wechselseitig die Absolution erteilt hatten, wurden sie getrennt. Der Bischof wurde gefoltert und in der Nähe von Fortul ermordet.

## Seligsprechung
Im für ihn eingeleiteten Seligsprechungsverfahren erkannte Papst Franziskus am 7. Juli 2017 sein Martyrium an. Während seiner Pastoralreise nach Kolumbien sprach der Papst ihn und den im Jahr 1948 ermordeten Priester Pedro María Ramírez Ramos am 8. September 2017 selig.